# Szydłów Centrum
Szydłów Centrum – przystanek kolejowy w Szydłowie, w województwie opolskim, w Polsce. Przystanek oddano do użytku w roku 2021 po przebudowie linii kolejowej Opole – Nysa.

## Ruch pasażerski
| Rok  | Wymiana pasażerska na dobę |
| ---- | -------------------------- |
| 2017 | –                          |
| 2022 | 20-49                      |